# ガヨーマルト
ガヨーマルト（Gayōmart）はイラン神話に登場する最初の人間。名前は「死につつある命」の意。「ガヨーマルト」とはパフラヴィー語の文献にみえる名前であり、ゾロアスター教の聖典『アヴェスター』では「ガヨー・マルタン」、『シャー・ナーメ』では「カユーマルス」と呼ばれている。
アフラ・マズダーが地上を創造したとき、ガヨーマルトも生み出された。その体は金属でできており、3000年もの間霊体として存在し、若者の姿となって30年間生活していた。悪神アンラ・マンユは地上を攻撃し、動植物を滅ぼし、ガヨーマルトも毒を盛って倒した。最期の刻、ガヨーマルトの体から精液が放たれ、スプンタ・アールマティの胎内に入り、それから40年が経った。するとそこから潅木の木が生えて男女の形に変わり、人類の祖となる男マシュヤグと女マシュヤーナグが生まれた。一緒に殺された牡牛の精液からも、さまざまな穀物と薬草が生まれた。ガヨーマルトの死体は7種類の金属になった。